# Ildikó Mádl
Dans le nom hongrois Mádl Ildikó, le nom de famille précède le prénom, mais cet article utilise l’ordre habituel en français Ildikó Mádl, où le prénom précède le nom.
Pour les articles homonymes, voir Ildikó.
Ildikó Mádl est une joueuse d'échecs hongroise née le 5 novembre 1969 à Tapolca. Elle a le titre de maître international (mixte) depuis 1992.

## Biographie et carrière
Ildikó Mádl fut championne d'Europe junior en 1984 et 1986 et championne du monde junior en 1986. Avec l'équipe de Hongrie, elle remporta l'olympiade d'échecs féminine en 1988 et 1990. Elle remporta le championnat de Hongrie féminin à cinq reprises : en 1985, 1990, 1991, 1993 et 2014.

## Compétitions par équipe
Ildikó Mádl a représenté la Hongrie lors de quatorze olympiades entre 1984 et 2014 remportant deux médailles d'or par équipe (en 1988 et 1990) et deux médailles d'argent par équipe (en 1986 et 1994) ainsi que deux médailles de bronze individuelles (en 1986 et 2008).
Elle a participé à sept championnats d'Europe par équipe entre 1982 et 2015, remportant la médaille de bronze au premier échiquier en 1989.

## Championnats du monde féminins
Ildikó Mádl a participé à trois tournois interzonaux féminins. Elle finit sixième en 1987, neuvième en 1990 et treizième en 1991.